# 新海尔采格
新海爾采格是位於黑山西南部奥连山脚、科托爾灣畔和亞得里亞海畔的一座海滨城市，为新海爾采格市鎮的行政中心。整个市镇人口有30864（2011年）。
该市镇于 1382 年由波斯尼亚国王 Tvrtko I Kotromanić 建立为堡垒，并以圣斯蒂芬命名，但这个名字并没有坚持下去，而是被称为 Novi（翻译 New），在意大利语中也被称为 Castelnuovo（翻译 New Castle）。

## 名称和词源
波斯尼亚的 Tvrtko I 建立了这个小镇并以圣斯蒂芬的名字命名，这个名字从一开始就让位于诺维这个名字，字面意思是“新”，就像纽敦一样;意大利语也被称为 Castelnuovo，英语也被称为 New Castle。后来，该镇来到 Kosača 的财产，成为他们的冬季所在地。在这个时代，该镇再次更名，在诺维这个名字上添加了 Stjepan 的头衔 herceg（德语 herzog 的塞尔维亚-克罗地亚语发音），从而获得了现在的 Herceg Novi 名称。
在黑山，该镇被称为 Herceg Novi 或 Херцег Нови;意大利语为 Castelnuovo;在希腊语中为 Neòkastron （Νεοκαστρον），在土耳其语中为 Kala-i Novi，都是“新城堡”的意思。现代形式的 Herceg Novi 这个名字于 1726 年在土耳其文件中首次被提及。